# Premio Fonseca
El Premio Fonseca de divulgación científica es un premio internacional anual, creado por la Universidad de Santiago de Compostela y el Consorcio de Santiago dentro del Programa ConCiencia (dirigido por el profesor Jorge Mira), que intenta reconocer la capacidad de difusión y de llegada al público general en el campo de la comunicación de la ciencia. Son objeto de reconocimiento aquellas personas acreedoras de una destacada trayectoria en ese campo que haya permeado en amplios sectores de población en todo el mundo. También son candidatas aquellas personas que, a través de su actividad, supongan un referente público que estimule el interés general por el conocimiento.
El premio recibe el nombre de Alonso III Fonseca, uno de los fundadores de la universidad.

## Ganadores
| Año  | Ganador | Ganador            | País        | Motivación |
| ---- | ------- | ------------------ | ----------- | --- |
| 2008 |         | Stephen Hawking    | Reino Unido | "Por su excepcional maestría en la popularización de conceptos complejos de la Física en el borde último de nuestra comprensión del Universo, combinada con la más alta excelencia científica, y por haberse convertido en una referencia pública de la ciencia en el mundo." |
| 2009 |         | James Lovelock     | Reino Unido | "Por su liderazgo y carácter pionero en la construcción de la actual conciencia medioambiental, de la cual es referencia pública a escala mundial, y por la comunicación a la sociedad de importantes conceptos científicos propios; todo ello combinado con una ejemplar libertad e independencia de pensamiento y una brillantez y talento fuera de lo común, que le han permitido aportar resultados excepcionales en tan diferentes campos del saber científico." |
| 2010 |         | David Attenborough | Reino Unido | "Por su papel pionero en la difusión de la vida salvaje, trasladándola a audiencias masivas con una mirada original que ha marcado un antes y un después en la divulgación de la naturaleza a través del medio televisivo, y por haberse convertido en referencia pública de la comunicación de la ciencia en el mundo." |
| 2011 |         | Roger Penrose      | Reino Unido | "Por su capacidad de divulgar la ciencia, situando al lector en la frontera del conocimiento en un vasto ámbito multidisciplinar, desde los orígenes del universo a los misterios de la mente humana, del mismo modo creativo y arriesgado que ha caracterizado también su brillante trayectoria científica." |